# Santiago Theran
Santiago David Theran (* 28. Mai 2006) ist ein kolumbianischer Leichtathlet, der sich auf den Dreisprung spezialisiert hat.

## Sportliche Laufbahn
Erste Erfahrungen bei internationalen Meisterschaften sammelte Santiago Theran im Jahr 2022, als er bei den U18-Südamerikameisterschaften in São Paulo mit einer Weite von 14,27 m die Bronzemedaille im Dreisprung gewann. Im Jahr darauf siegte er mit 15,35 m bei den U20-Südamerikameisterschaften in Bogotá, ehe er bei den Ibero-Amerikanischen-U18-Meisterschaften in Lima mit 14,63 m die Silbermedaille gewann. 2024 verteidigte er bei den U20-Südamerikameisterschaften ebendort mit 15,56 m seinen Titel und schied dann bei den U20-Weltmeisterschaften mit 15,30 m in der Vorrunde aus. Daraufhin gewann er bei den U23-Südamerikameisterschaften in Bucaramanga mit 15,61 m die Bronzemedaille hinter den Brasilianern Felipe Izidoro und João Pedro Silva de Azevedo. Im Jahr darauf belegte er bei den hallensüdamerikameisterschaften in Cochabamba mit 15,47 m den achten Platz.
2024 wurde Theran kolumbianischer Meister im Dreisprung.